# 12è Cos (Regne Unit)
El XII Cos Britànic formava part del Segon Exèrcit Britànic durant les campanyes de Normandia i Europa nord-occidental de 1944-45. Va ser activat el juliol de 1944.

## Història
El XII Cos va ser designat com un dels cossos del Segon Exèrcit, i va ser format a la zona d'Odon Valley el juliol de 1944 per prendre el comandament de les tropes de la zona (prèviament sota el comandament del VIII Cos). Va prendre part la l'acció de diversió a la zona prèvia a l'Operació Goodwood (18-20 de juliol de 1944), i després participà en els combats al sud d'aquesta zona a l'agost. El XII Cos va ser el darrer destí de la 59a Divisió d'Infanteria (Staffordshire) abans de ser desbandada a l'agost.

## Orde de Batalla
- 1r The Royal Dragoons
- 86è Regiment Anti-Tanc, Artilleria Reial
- 112è Regiment Lleuger Ack-Ack, Artilleria Reial

### Divisions afegides (a la formació)
- 43a Divisió d'Infanteria (Wessex)
- 53 a Divisió d'Infanteria (Gal·lesa)

### D'altres divisions afegides
- 15a Divisió d'Infanteria (Escocesa)
- 59a Divisió d'Infanteria (Staffordshire)